# Poseídos
Fallen, conocida en español como Poseídos, es un thriller sobrenatural de 1998 dirigido por Gregory Hoblit cuyos actores principales son Denzel Washington, John Goodman y Donald Sutherland.

## Argumento
El detective de la policía de Filadelfia John Hobbes visita al asesino en serie Edgar Reese, al que ayudó a capturar, en el corredor de la muerte. Reese está muy animado y, durante la conversación, agarra la mano de Hobbes y pronuncia un monólogo malicioso en un idioma desconocido, que se supone que es un galimatías pero que luego se identifica como arameo. Mientras es ejecutado, Reese se burla de los espectadores y canta "Time is on my side" de los Rolling Stones.
Hobbes y su compañero Jonesy investigan una serie de nuevos asesinatos que recuerdan el estilo de Reese, y que suponen que son obra de un asesino imitador. Siguiendo las pistas dadas por Reese y el asesino imitador, Hobbes localiza a una mujer llamada Gretta Milano. Gretta explica que su padre, un antiguo detective, se suicidó en una cabaña aislada en el bosque tras ser acusado de una serie de asesinatos ocultistas similares a los que Hobbes y Jonesy están investigando. Hobbes visita la casa abandonada de la familia Milano en el bosque. En el sótano encuentra varios libros inquietantes sobre la posesión demoníaca. También descubre el nombre "Azazel" escrito en una pared, oculto bajo capas de suciedad.
Hobbes pregunta a Gretta por el nombre, pero ella le insta a abandonar el caso para proteger su vida y la de sus seres queridos. Ella lo reconsidera después de un aterrador encuentro con Azazel, que se enfrenta a ella bajo la apariencia de varios extraños en la calle e intenta poseerla. Buscando refugio en una iglesia, Gretta le explica a Hobbes que Azazel es un ángel caído que puede poseer a los seres humanos mediante el contacto. Hobbes se da cuenta de que Azazel, al poseer a Edgar Reese, le estrechó la mano antes de la ejecución pero no pudo poseerlo. Gretta le explica que el demonio intentará arruinar su vida y le advierte de la inevitable victoria de Azazel. El demonio visita a Hobbes en su comisaría, posee a su amigo Lou y se burla de él. Azazel pasa de una persona a otra, cantando "Time is on my side" después de cada cambio. Hobbes pregunta a Lou y a varios otros por qué estaban cantando la canción, pero no lo recuerdan. Hobbes sale corriendo y llama a Azazel en arameo. El demonio, que ahora se mueve entre la gente de la calle, alaba a Hobbes por su astucia. Hobbes dice que conoce la verdadera identidad de Azazel; el demonio le amenaza y desaparece.
Para provocar a Hobbes, Azazel posee a su sobrino Sam y ataca a Art, el hermano discapacitado intelectual de John, en su casa. De nuevo huye hacia otras personas en la calle, acabando en un profesor de escuela. Como profesor, Azazel saca una pistola y obliga a Hobbes a disparar a su anfitrión delante de un grupo de espectadores. El demonio se jacta de que si su anfitrión actual es asesinado, puede transferirse a otro anfitrión en los alrededores, sin necesidad de tocarlos.
El teniente Stanton informa a Hobbes de que se han encontrado sus huellas dactilares en una de las escenas de los asesinatos y, a la luz de las extrañas circunstancias del tiroteo a la profesora, se ha convertido en sospechoso de todos los asesinatos. Azazel habita en varios de los testigos y da falsas versiones de que el tiroteo no fue provocado, arrojando más sospechas sobre Hobbes. Azazel entra en la casa de Hobbes y asesina a su hermano, mientras hace una marca a Sam. Hobbes lleva a su sobrino a casa de Gretta. Ella le explica que, si es forzado a salir de un cuerpo anfitrión, Azazel sólo puede viajar durante el tiempo que una respiración pueda sostenerlo, después de lo cual morirá.
Hobbes va a la cabaña de Milano y llama a Jonesy, sabiendo que rastreará la llamada. Stanton y Jonesy llegan para detener a Hobbes; sin embargo, Jonesy mata a Stanton, revelando que está poseído. Azazel se prepara para dispararse a sí mismo, lo que le permitirá poseer a Hobbes, la única persona en kilómetros a la redonda. Hobbes lucha con Jonesy por su arma, y Jonesy es herido de muerte. Hobbes fuma cigarrillos que, según explica, han sido envenenados con el mismo veneno que Azazel utilizó para matar a su hermano, lo que dejará a Azazel abandonado en el bosque sin un anfitrión. Hobbes se burla de él y mata a Jonesy. Azazel posee a Hobbes, intenta huir frenéticamente y sucumbe al veneno. Azazel, en voz alta, se burla del público por creer que ha perdido, y un gato poseído emerge de debajo de la cabaña y se dirige de regreso a la civilización.

## Reparto
- Denzel Washington — John Hobbes
- John Goodman — Jonesy
- Donald Sutherland — Teniente Stanton
- Embeth Davidtz — Gretta Milanoo
- James Gandolfini — Lou
- Elias Koteas — Edgar Reese
- Gabriel Casseus — Art
- Michael J. Pagan — Sam Hobbes
- Robert Joy — Charles Olom

## Recepción
En Rotten Tomatoes el film tiene un 40%, destacando que al reciclar viejos tópicos no tiene ninguna emoción. Variety destaca que Denzel Washington intenta sostener una historia que no se sostiene. Roger Ebert dice que la idea inicial es mejor que la ejecución. El Chicago Reader dice que el inicio promete pero que la película pronto se desmorona."